# Analogmultiplizierer
Unter einem Analogmultiplizierer, engl. analog multiplier, versteht die Elektrotechnik einen Baustein, der das Produkt zweier analoger Signale bildet. Zur Multiplikation verwandte Operationen wie Quadrieren und Radizieren können auf Basis dieser Funktion mit Hilfe zusätzlicher Elemente implementiert werden.

## Funktion

Funktionelle Realisierung eines Analogmultiplizierers

Ein Multiplizierer arbeitet generell nach der Funktion:
{\displaystyle x=a\cdot b}
oder häufig mit Differenzeingängen sowie Ausgangsoffsetkorrektur:
{\displaystyle x=(a_{1}-a_{2})\cdot (b_{1}-b_{2})+c}
Schaltungstechnisch wird in der einfachen Realisierungsform für einen Quadranten der Umstand ausgenutzt, dass sich die Multiplikation zweier positiver Faktoren auf die Logarithmierung der beiden Faktoren, anschließende Addition und zur Bildung des Produktes auf eine finale Exponentiation rückführen lässt:
{\displaystyle x=a\cdot b=\mathrm {e} ^{\ln(a\cdot b)}=\mathrm {e} ^{\ln a+\ln b}}
Damit realisierte Analogmultiplizierer sind nur für einen Quadranten geeignet, da der Logarithmus von negativen Zahlen nicht reellwertig ist. Erweiterungen, welche eine Multiplikation in vier Quadranten erlauben, arbeiten mit einem Bias und basieren auf der exponentiellen Übertragungsfunktion von Bipolartransistoren. Sie werden in Form der Gilbert-Multiplizierzelle in integrierten Schaltkreisen realisiert.

## Prinzipaufbau

Prinzipschaltung mit Operationsverstärkern

In der rechts dargestellten Prinzipschaltung eines Analogmultiplizierers werden die beiden positiven Eingangsspannungen v1 und v2 miteinander multipliziert, um das Produkt in Form der Ausgangsspannung vout zu erhalten. Die Widerstände weisen alle den gleichen Wert R auf, die Operationsverstärker sind als ideal angenommen
und die Dioden weisen einen Sperrstrom Is, eine Temperaturspannung von VT ≈ 26 mV und einen Emissionskoeffizienten von n=1..2 auf. Nach der Summation am Punkt va stellt sich dann folgende Spannung ein:
{\displaystyle v_{a}=nV_{T}\ln \left[\left({\frac {v_{1}}{RI_{s}}}+1\right)\left({\frac {v_{2}}{RI_{s}}}+1\right)\right]}
Durch Exponierung wird
{\displaystyle v_{b}=-RI_{s}\left(\mathrm {e} ^{\frac {v_{a}}{nV_{T}}}-1\right)=-{\frac {v_{1}\cdot v_{2}}{RI_{s}}}-(v_{1}+v_{2})}
gebildet. Der unerwünschte zweite Term wird durch die letzte Stufe, einer Additionsstufe, kompensiert. Womit sich vout zu:
{\displaystyle v_{out}=-\left(-{\frac {v_{1}\cdot v_{2}}{RI_{s}}}-(v_{1}+v_{2})+(v_{1}+v_{2})\right)={\frac {v_{1}\cdot v_{2}}{RI_{s}}}}
ergibt.

Analogmultiplizierer mit MOS-FETs

Daneben existieren auch andere Schaltungsvarianten, wie beispielsweise mit MOSFETs. Dabei wird das Produkt aus den beiden positiven Eingangsspannungen v1 und v2 gebildet, zusätzlich ist noch eine konstante positive Referenzspannung vref nötig, um die Ausgangsspannung
{\displaystyle v_{out}={\frac {R_{2}}{R_{1}}}{\frac {v_{1}v_{2}}{V_{\text{ref}}}};\qquad V_{ref},v_{1},v_{2}>0}
zu bilden.

## Integrierte Multipliziererschaltungen
Oft werden analoge Multiplizierer als Integrierter Schaltkreis (IC) für einen spezifischen Anwendungsfall entwickelt (wie Effektivwertbildung). Daneben gibt es eine Reihe von universell einsetzbaren Bausteinen wie den AD834 von Analog Devices, einen 4-Quadranten-Multiplizierer. Solche Universalbausteine enthalten oft Abschwächer- oder Verstärkerschaltungen an Ein- und Ausgängen, damit ein Signal innerhalb der vorgegebenen Spannungsgrenzen skaliert werden kann.
Obgleich analoge Multiplizierer viele Gemeinsamkeiten mit Operationsverstärkern aufweisen, sind sie erheblich empfänglicher gegenüber Störungen wie Rauschen und Spannungsversatz (engl. Offset), da diese mit multipliziert werden. Im Bereich hoher Frequenzen sind Schwingungsneigungen aufgrund von Phasenverschiebung schwer zu beherrschen. Daher ist das Design eines universellen, breitbandig einsetzbaren Analogmultipliziers weit aufwändiger als das eines vergleichbaren Operationsverstärkers. Bei ihrer Herstellung müssen teure Spezialtechniken wie das Lasertrimmen eingesetzt werden. Dadurch sind solche Bausteine teuer und werden meist nur dann verwendet, wenn es keine günstigere Lösung gibt.

## AbgrenzungSpannungsgesteuerter VerstärkergegenAnalogmultiplizierer
Wird die Spannung eines Eingangs konstant gehalten, so skaliert der Multiplizierer das Signal am zweiten Eingang proportional zur Höhe der festen Spannung. In diesem Fall spricht man von einem Spannungsgesteuertern Verstärker. Offensichtliche Anwendungsgebiete sind die elektronische Lautstärke- und die Automatische Verstärkungsregelung. Obwohl oft Analogmultiplizierer in solchen Schaltungen eingesetzt werden, sind spannungsgesteuerte Verstärker-Schaltungen nicht zwangsläufig vollwertige Analogmultiplizierer. So erlaubt bei manchen ICs für die elektronische Lautstärkeregelung der Eingang für das Steuersignal oft eine höhere Eingangsspannung bei deutlich eingeschränkter Bandbreite.
Dagegen sind die Eingänge eines echten Multiplizierers symmetrisch, haben also identische Eigenschaften. Zur Anwendung kommt der echte Multiplizierer bei der Mischung oder in Schaltungen für die diskrete Fourier-Transformation.
Als Vier-Quadranten-Multiplizierer bezeichnet man eine Schaltung bei der Eingangs- und Ausgangssignale sowohl positive wie negative Spannungswerte annehmen können. Viele Multiplizierer-Schaltungen arbeiten nur über 2 Quadranten (ein Eingang hat nur eine Polarität) oder einen Quadranten, (Eingänge und Ausgänge weisen nur eine Polarität auf, meist positiv).

## Anwendungsgebiete
- Modulator
- Demodulator
- Diskriminator
- Mischer (Elektronik)
- Spannungsgesteuerter Verstärker
- Kompander
- Rauschunterdrückung
- Analogcomputer
- Analoge Signalverarbeitung
- Automatic Gain Control
- Effektivwertbildung
- Analogfilter

## Rückzug des Analogmultiplizierers
Die Funktion eines analogen Multiplizierers kann oft besser mit Hilfe der Digitaltechnik in Form eines digitalen Multiplizierers realisiert werden. Besonders im Bereich niedriger Signalfrequenzen sind digitale Lösungen billiger und effektiver, zudem ist eine Anpassung der Schaltungsfunktion per Software/Firmware möglich. Mit steigenden Frequenzen wachsen die Kosten einer analogen Lösung schneller gegenüber der digitalen.
Zudem ist die digitale Signalverarbeitung weiter auf dem Vormarsch. Dadurch werden immer weitere Funktionen, die ursprünglich Anwendungen analoger Multiplizierer waren, durch digitale Signalprozessoren übernommen wie beispielsweise die Effektivwertbildung eines Signals.
Darüber hinaus können in Mikrocontrollergesteuerten Schaltungen zahlreiche Funktionen wie Klangregelung und  AGC mit Hilfe von Digitalpotentiometer (s. auch Digital-Analog-Umsetzer) realisiert werden, ohne dass eine Neuberechnung des digitalisierten Wertes erforderlich wird.
Dennoch ist die hohe mögliche Geschwindigkeit des Analogmultiplizierers bei geringen Kosten ein Grund für den Einsatz in der HF-Technik als z. B. Modulator bzw. Demodulator, als Mischer oder zur Effektivwertbildung.